# 인천도담초등학교
인천도담초등학교는 대한민국 인천광역시 서구에 있는 공립 초등학교이다.

## 특징
인천도담초등학교는 혁신학교로 지정되어 기존의 초등학교와는 많이 다르다. 고전적인 교과서 중심 수업 대신에 교과 내용을 재구성해 더욱 쉽고 학생들이 재밌게 수업할 수 있게 수업이 진행된다. 매년 여름과 겨울에는 여름계절학교와 겨울계절학교로 계절에 따라 여름에는 캐치볼, 자전거타기 등 겨울에는 인형만들기 등 다양한 행사를 진행한다.

## 학교 연혁
- 2015.03.01. 인천도담초등학교 개교(17학급 편성)
- 2015.03.01. 인천도담초등학교 병설유치원 5학급 개원
- 2015.03.01. 제1대 김기상 교장 취임
- 2015.03.02. 제1회 시업식, 입학식 개최, 학교식당 개관
- 2015.03.02. 교표 및 상징물(교화, 교목) 선정
- 2015.09.13. 제1회 개교기념식(개교기념일 10.2)
- 2015.10.02. 전교생 타임캡슐 봉인(개봉 2035.10.03. 14시)
- 2015.10.02. 제1회 개교기념일
- 2016.03.01. 25학급(특수1포함) 편성
- 2016.03.02. 제2회 입학식(123명) 및 시업식

- 2016.03.16. 제2대 학교운영위원회 구성
- 2016.11.25. 지역사회 사랑의 김장 나눔 활동 전개
- 2017.02.10. 인천도담초등학교 제2회 졸업식(졸업색 62명 / 누가 91명)
- 2017.02.15. 교실 3개실 증, 개축 / 어학실 이전 및 교실 전환
- 2017.03.02. 2017학년도 시업식 29(1)학급 630명
- 2017.11.15. 2017학년도 문화예술교육 발표회(2회 공연)
- 2018.02.09. 제3회 졸업식(졸업생 92명)
- 2018.03.01. 제2대 전진현 교장선생님 취임
- 2018.03.02. 2018학년도 시업식 31(1) 학급 680명
- 2018.11.20. 제2회 문화예술교육발표회, 2회 가래떡데이, 4회 가을추수체험
- 2018.11.27. 학생, 학부모, 교직원 교육과정 운영 평가 및 토론회
- 2019.01.07. 제4회 졸업식(졸업생 79명/ 누가 262명)
- 2019.02.28. 교실 리모델링 8개실 구축
- 2019.03.04. 2019학년도 시업식 38학급(특수1) 767명, 행복배움학교 4년차
- 2019.10.08. 행복배움학교 재지정(2020학년-2023학년도)
- 2019.11.28. 문화예술교육발표회 (제 3회)
- 2019.12.06.사랑의 김장 나눔 (제 4회)
- 2019.12.18. 교육과정대토론회 (제 4회)[2]

## 참고 자료
- 인천도담초등학교 - 한국교육학술정보원 학교알리미